# 葉朝陽 (嘉靖進士)
葉朝陽（1530年—？），字文榮，又字文楨，一字見心，號日葵，浙江嘉興府嘉善縣人，浙江嘉興府秀水縣匠籍，明朝政治人物。

## 生平
嘉靖三十一年（1552年）壬子科浙江鄉試第七名舉人。嘉靖四十四年（1565年）中式乙丑科會試第三百四十七名，二甲第十三名進士。都察院观政，本年六月授河南信阳知州，隆慶二年（1568年）六月升工部员外郎，五年五月升郎中，万历二年（1574年）正月升常德知府，七年三月升湖广副使，整饬郧襄兵备兼分巡下荆道，十年正月升广西右参政，十二年十一月听降三级。

## 家族
曾祖葉敬；祖父葉昂；父葉憲，母朱氏。

## 延伸阅读
[在维基数据编辑]
 《明史卷二百九十七》，出自《明史》

| 官衔                   | 官衔                                 | 官衔          |
| ---------------------- | ------------------------------------ | ------------- |
| 前任： 潘德元 太倉舉人 | 明朝信陽州知州 嘉靖四十四年-隆慶二年 | 繼任： 宋堯武 |